# فرانسیسکو وارایو
فرانسیسکو آنتونیو پانچو وارایو (به اسپانیایی: Francisco Antonio Pancho Varallo)‏ (۵ فوریه ۱۹۱۰ - ۳۰ اوت ۲۰۱۰) بازیکن فوتبال سابق تیم ملی فوتبال آرژانتین می‌باشد که سابقه نائب قهرمانی در جام جهانی فوتبال ۱۹۳۰ اروگوئه را در کارنامه خود دارد.
وی با بیش از ۱۰۰ سال سن تنهاترین فرد زنده جام جهانی ۱۹۳۰ می‌باشد که در فینال آن مسابقات به میدان رفته بود.